# Дахнов Микола Якович
Дахнов Микола Якович (1862 — 1930) — видатний лісовод, лісничий Великоанадольського лісу, садівник.

## Біографія
Народився в Таврійській губернії. Освіту отримав у Мелітопольському реальному училищі та Петровсько-Розумовській сільсько-господарській академії (1882—1886), яку закінчив зі званням лісовода.
Протягом 1886—1894 працював помічником лісничого Бешунського лісництва (Крим), Азовського, Верхньодніпровського і Слов'яносербського лісництв Катеринославської губернії; був представником Лісового відомства.
У 1894—1919 працював завідувачем Великоанадольським зразковим степовим лісництвом і викладачем нижчої лісової школи. За вказівкою Катеринославського губернатора зібрав цікаву колекцію моделей сільгосп і лісничих знарядь праці, різні лісні породи, а також велику ентомологічну колекцію, які повині були прикрасити експозицію Обласного музею ім. О. М. Поля у Катеринославі.
У 1919 подав у відставку і поселився в м. Алушта, де розвів сад із виноградником. Заклав в основу лісорозведення принцип наслідування природі.

## Творчий доробок
Дахнов розробив деревинно-тіньовий (так званий «дахновський») метод культури дубу, який має бути основним різновидом деревинних порід у степу, і метод вирощування насаджень за допомогою лісошкіл. Запорукою успіху Миколи Дахнова також вважав попереднє (2-3-річне) с.-г. використання лісу. Дахнов створив у Великоанадольському лісі 165 га лісових насаджень (насадження за його методом є найбільш стійкими і зараз у Великоанадольському лісі), провів реконструкцію культур своїх попередників; був ініціатором закладення плодового розсадника з численними школами, виростив маточний і показовий сади.
За прикладом Дахнова в інших степових лісництвах були розведені плодові сади. Дахнов не видав жодної публікації, але присвятив близько 30 років справі лісорозведення.
За успіхи в роботі Дахнов отримав посаду дійсного статського радника, отримав чимало нагород і відзнак; був відомий як першокласний знавець степового лісорозведення і лісокультурної справи в цілому.